# Савка, Остап Владимирович
Оста́п Влади́мирович Са́вка (укр. Остап Володимирович Савка; 4 апреля 1947, Дрогобыч, Украинская ССР, СССР — 10 августа 2022) — советский футболист, выступавший на позициях защитника и полузащитника, Мастер спорта СССР (1968).

## Карьера
Остап Савка — воспитанник футбола Дрогобыча. В местной команде «Нефтяник», выступавшей в классе «Б» чемпионата СССР, на позиции защитника играл его отец — Владимир Савка. В детской команде клуба, тренером которой был Владимир Аксёнов, начал заниматься и Остап. В 10-м классе стал привлекаться к тренировкам со взрослой командой, играя, как и его отец, в обороне. Окончив школу в июне 1965 года, уже на второй день после выпускного вечера впервые вышел на поле в основе главной команды города в одном из товарищеских матчей, проводившемся клубом против польских команд.
В сентябре 1967 года в составе юношеской сборной Украины, составленной из футболистов не младше 20 лет, принял участие в турнире, проходившем в Донецке, где помимо украинцев принимали участие юношеские команды Москвы, Ленинграда и итальянского «Милана». Игра молодых украинцев, проигравших только команде Москвы, оставила хорошее впечатление, а Остап Савка был признан лучшим защитником турнира. По приезде домой молодой игрок получил приглашение из дубля «Карпат» и вскоре приступил к тренировкам со львовской командой. Но вскоре Юрий Захаров, один из тренеров «Шахтёра», приехавший во Львов, уговорил Остапа перейти в донецкий клуб, где тот сначала играл в дублирующем составе, проведя в сезоне 23 игры и забив 2 гола. А 9 мая 1968 года дебютировал и в основе клуба, приняв участие в игре против «Зари». Всего же в своём первом сезоне в донецком клубе сыграл 11 матчей за основной состав. В горняцкой команде впервые стал играть на позиции центрального полузащитника.
В 1970 году после проводившегося в Одессе календарного матча чемпионата СССР против «Черноморца» к футболисту подошёл представитель «Карпат» Богдан Маркевич (отец ныне известного украинского тренера Мирона Маркевича). После беседы с ним Остап принял решение продолжить свою карьеру во львовском клубе. И уже 11 апреля 1970 года в матче против хабаровского СКА футболист дебютировал за свой новый клуб, который выступал в первой лиге. По итогам чемпионата львовский клуб занял первое место, добыв путёвку в высшую лигу.
Осенью 1970 года вместе с командой Остап Савка дебютировал в Кубке обладателей кубков УЕФА, приняв участие в двух матчах против румынской «Стяуа», отыграв все 90 минут в обоих поединках.
В своём первом сезоне в высшей лиги «Карпаты» заняли 10 место, а Савка принял участие во всех 30 матчах чемпионата. Всего же полузащитник, отличавшийся смелой, жёсткой и самоотверженной игрой, отыграл за львовский клуб в высшем дивизионе чемпионата СССР семь сезонов (в 1976 году проводилось два первенства — весеннее и осеннее), а также был капитаном команды и четвертьфиналистом Кубка СССР.
В 1977 году руководство «Карпат» начало делать ставку на молодых футболистов и от услуг 30-летнего Остапа Савки было решено отказаться.
В сезоне 1978/79 годов Остап играл за львовские любительские клубы «Сокол» и «Сельмаш», после чего принял решение закончить карьеру футболиста и приступить к работе детским тренером. Но через несколько месяцев получил приглашение из Никополя, где тренеры Владимир Емец и Геннадий Жиздик строили команду, способную выиграть турнир во второй лиге, и опытный футболист принял предложение, внеся свой вклад в победу «Колоса» в турнире и завоевании путёвки в первую лигу.
Свой последний сезон в большом футболе Остап Савка провёл в херсонском «Кристалле», после чего окончательно завершил игровую карьеру.
Умер 10 августа 2022 года.

## После завершения карьеры
По окончании игровой карьеры тренировал любительские клубы «Сельмаш» (Львов) и «Химик» (Сокаль). Позже много лет работал тренером во львовской СДЮШОР № 4. Среди воспитанников Остапа Владимировича такие украинские футболисты, как Олег Тымчишин и Андрей Клименко.

## Достижения
- Победитель первой лиги СССР: 1970
- Победитель второй лиги СССР: 1979

## Семья
Вдова Вера, сын Остап, дочь Елена.